# Diaoshanpo
Diaoshanpo (kinesiska: 刁山坡镇, 刁山坡) är en köping i Kina. Den ligger i provinsen Shandong, i den östra delen av landet, omkring 72 kilometer sydväst om provinshuvudstaden Jinan.
Genomsnittlig årsnederbörd är 861 millimeter. Den regnigaste månaden är juli, med i genomsnitt 255 mm nederbörd, och den torraste är januari, med 5 mm nederbörd.